# ناوشکن کلاس لادرویت
ناوشکن کلاس لادرویت (به انگلیسی: L'Adroit-class destroyer) یک کلاس از کشتی است که طول آن ۱۰۷٫۹ متر (۳۵۴ فوت ۰ اینچ) می‌باشد.